# Kipti, Jovkva
Kipti (în ucraineană Кіпті) este un sat în comuna Lavrîkiv din raionul Jovkva, regiunea Liov, Ucraina.

## Demografie
Componența lingvistică a localității Kipti
     Ucraineană (100%)
Conform recensământului din 2001, toată populația localității Kipti era vorbitoare de ucraineană (100%).